# Phthonosema psathyra
Phthonosema psathyra är en fjärilsart som beskrevs av Eugen Wehrli 1941. Phthonosema psathyra ingår i släktet Phthonosema och familjen mätare. Inga underarter finns listade i Catalogue of Life.